# 卡姆亚内布里德 (斯塔罗西利齐市镇)
50°28′35″N 28°56′32″E / 50.47639°N 28.94222°E
卡姆亚内布里德（烏克蘭語：Кам'яний Брід），是烏克蘭北部日托米爾州日托米爾區斯塔罗西利齐市镇内的村庄。始建於1606年，面積3.2平方公里，海拔高度183米，2001年人口799，人口密度每平方公里249.69人。